# Мхеріно 1
Мхеріно 1 (біл. вёска Мхеріна 1) — село в складі Крупського району Мінської області, Білорусь. Село підпорядковане Холопеницькій сільській раді, розташоване в східній частині області.